# (8558) Hack
(8558) Hack (1995 PC) – planetoida z pasa głównego asteroid okrążająca Słońce w ciągu 5,54 lat w średniej odległości 3,13 au. Odkryta 1 sierpnia 1995 roku. Nazwana imieniem włoskiej astrofizyczki Margherity Hack.